# Günther Lorenz (Althistoriker)
Günther Lorenz (* 8. Oktober 1942 in Innsbruck; †  7. Januar 2013) war ein österreichischer Althistoriker. 

## Leben
Nach dem Studium der Geschichte und Germanistik wurde Lorenz am 30. März 1973 unter den Auspizien des Bundespräsidenten an der Universität Innsbruck bei Franz Hampl und Bernhard Neutsch mit der Arbeit Die Einstellung der Griechen zum Tier. Ihre Entwicklung von Homer bis Theophrast (mit einem Ausblick auf das frühe Rom) promoviert. Er habilitierte sich 1986 ebenda mit der Arbeit Antike Krankenbehandlung in historisch-vergleichender Sicht. Studien zum konkret-anschaulichen Denken und leitete fortan als außerordentlicher Professor die Abteilung für Vergleichende Geschichte früher Kulturen am Institut für Alte Geschichte. 1989 hatte Lorenz eine Gastdozentur an der University of New Orleans inne. Am 1. Oktober 2007 ging er in den Ruhestand.
Seine Forschungsschwerpunkte waren die vergleichende Religionsgeschichte Griechenlands, antike Medizingeschichte, Kulturvergleiche zwischen dem antiken Rom und dem alten China sowie Tiere im Leben der alten Kulturen.

## Schriften
- Die Einstellung der Griechen zum Tier. Ihre Entwicklung von Homer bis Theophrast (mit einem Ausblick auf das frühe Rom) (= Dissertation Universität Innsbruck 1972)
- Antike Krankenbehandlung in historisch-vergleichender Sicht. Studien zum konkret-anschaulichen Denken (= Bibliothek der klassischen Altertumswissenschaften. 2. Reihe; Neue Folge Band 81). Winter, Heidelberg 1990. (= Habilitationsschrift Universität Innsbruck 1986), ISBN 3-533-04140-9
- Tiere im Leben der alten Kulturen. Schriftlose Kulturen, Alter Orient, Ägypten, Griechenland und Rom. 2. Auflage, innsbruck university press, Innsbruck 2013, ISBN 978-3-902936-16-5
- Asklepios, der Heiler mit dem Hund, und der Orient. Religion und Medizin in alten Kulturen in universalhistorischer Sicht. Gesammelte Schriften. innsbruck university press, Innsbruck 2016, ISBN 978-3-902936-92-9